# 坂戸市立若宮中学校
坂戸市立若宮中学校（さかどしりつ わかみやちゅうがっこう）は、埼玉県坂戸市大字成願寺にある公立中学校。2021年現在、クラス数は3年生のみ5クラス、1，2年生が6クラスである。

## 部活動
野球部・男女バスケットボール部・サッカー部・男女ソフトテニス部・男女卓球部・バレーボール部・ソフトボール部・剣道部・陸上部・吹奏楽部・美術部・総合文化部

## 校区
- 坂戸市立大家小学校
- 坂戸市立入西小学校